# Límites de Andalucía

Localización de Andalucía.

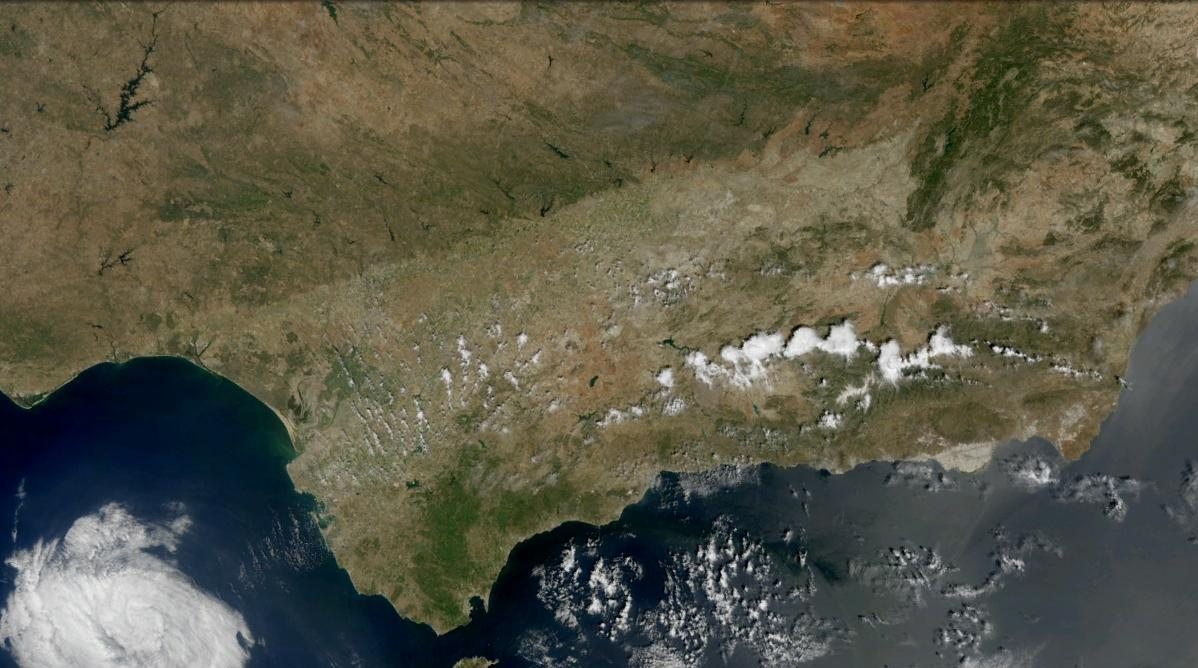
Vista por satélite de Andalucía.

Los límites de Andalucía con las regiones colindantes no son unos límites nítidos que la individualicen, ya que la comunidad autónoma de Andalucía, desde el punto de vista geográfico, no es una región homogénea. De esta forma, no presenta límites geográficos que coincidan con las grandes estructuras morfotectónicas, ni umbrales topográficos o hidrográficos, ni discontinuidades climáticas o biogeográficas. Tampoco se puede afirmar que existan límites desde el punto de vista de variables humanas, como pueden ser el comportamiento demográfico, sistema de poblamiento o actividades económicas. No obstante, existe una unidad y personalidad propia de Andalucía, con fundamento histórico y percepción tanto desde el interior y más incluso desde el exterior.
En una primera aproximación a los límites del territorio de Andalucía, se puede decir que Andalucía tiene tanto límites terrestres como marítimos en una extensión similar.

## Límites terrestres
Andalucía limita tanto con otras comunidades autónomas como con otros países, en el caso de Gibraltar.

### Oeste
La frontera oeste con Portugal está claramente marcada por el pasar de los ríos Guadiana y Chanza, si bien, no existe un contraste desde el punto de vista físico entre las regiones a ambos lados de la frontera.

### Norte
La frontera norte de Andalucía siempre ha estado marcada por Sierra Morena, más que por la altura, por su escabrosidad y por su tradicional vacío poblacional, que han aislado a Andalucía del resto de la península. 
En algunas partes de la frontera los cambios son más notables, como en el caso de Despeñaperros, donde  los viajeros mencionan  la frontera entre Castilla y Andalucía.
En otras partes, es muy difícil establecer un límite, como sucede con la frontera con Extremadura y Portugal,  hasta el definitivo establecimiento de la frontera en los ríos Guadiana-Chanza.

### Nordeste
El límite de Andalucía con Región de Murcia  se encuentra entre Murcia y Granada en la divisoria de las cuencas del Guadalquivir y del Segura. La frontera entre Almería y Murcia es mucho más artificial ya que en ningún momento rompe la continuidad de los paisajes semiáridos del sudeste peninsular y además no existe ningún umbral topográfico que marque de forma clara una frontera lineal entre Andalucía y Murcia.

## Límites marítimos

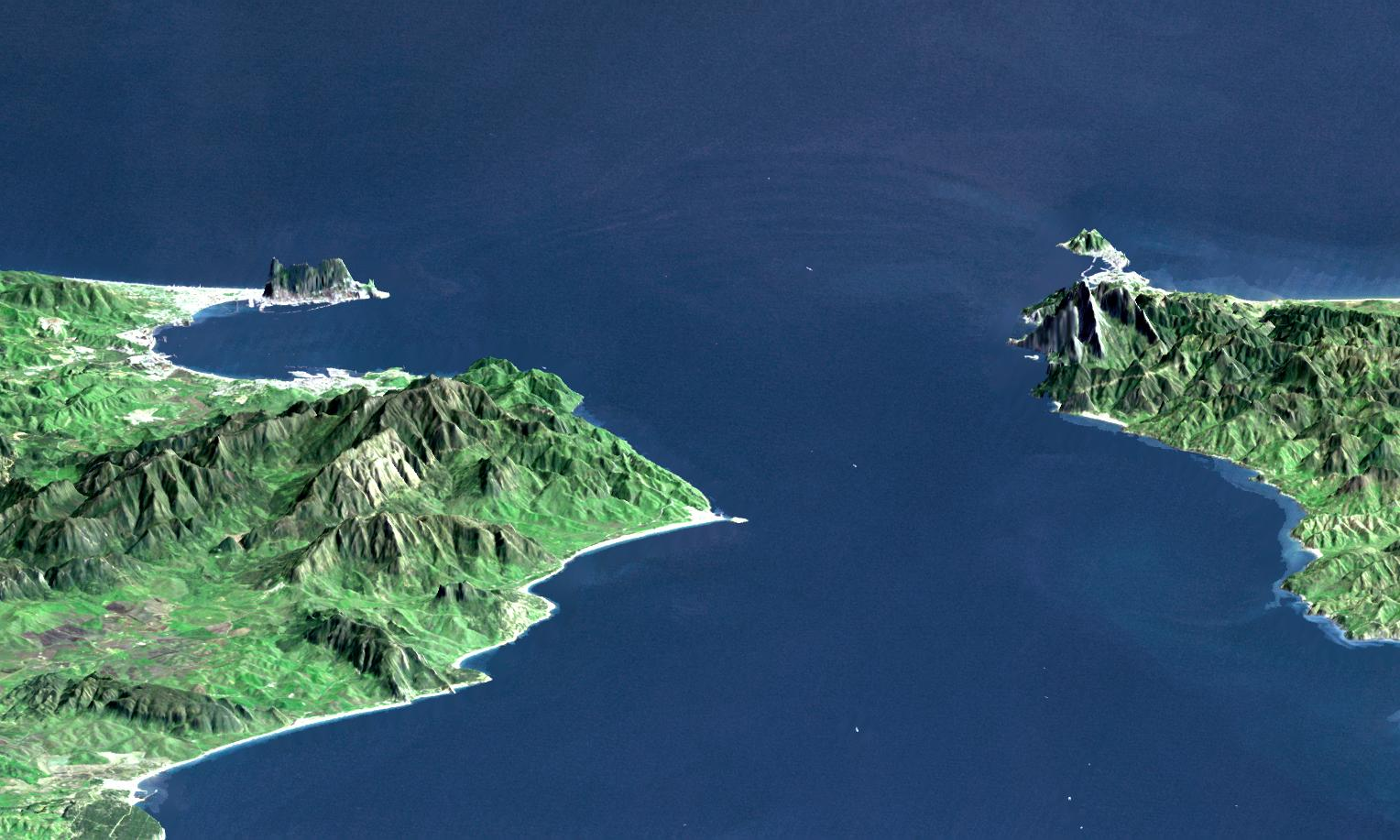
Estrecho de Gibraltar.

Como puede verse en el cuadro, Andalucía tiene 1.105,4 km de costa que hacen las funciones de límite sur de la comunidad. Esta amplia frontera marítima le ha dado a Andalucía una importante vocación marina, denotado en la importancia del sector pesquero, el turismo de sol y playa, su histórica vinculación al comercio mediterráneo y a partir del siglo XVI su importancia en el descubrimiento, colonización y comercio con América.
También el Estrecho de Gibraltar y la cercanía al continente africano confieren al litoral andaluz un gran valor estratégico, reflejado en la importancia del Puerto de Algeciras –el de mayor tráfico comercial de España- o el establecimiento de la Base Naval de Rota.
El espacio marítimo andaluz se divide en: aguas interiores, mar territorial y zona económica exclusiva, en las que, a partir de la creación de la comunidad autónoma de Andalucía, el gobierno andaluz tiene competencias sobre materias marinas.

### Aguas interiores
Las aguas interiores están delimitadas por la línea de costa y la línea que une las LRB (líneas de base recta) entre Punta Acebuche y Punta Carbonera, exceptuando la bahía de Algeciras. Este espacio está jalonado por 24 LRB, divididas entre las 8 del Atlántico y las 16 del Mediterráneo.
La superficie de estas aguas –2.164,33 km²- es de soberanía plena y está desigualmente repartida en el espacio, siendo más abundante en el Golfo de Almería, Ensenada de Málaga, desembocadura del Guadalquivir y bahía de Cádiz.

### Mar interior
El límite del mar interior es uniforme y se aleja 12 millas de la costa, salvo en las zonas donde la distancia entre la costa andaluza y la marroquí es inferior a 24 millas, lo que acarrea problemas con el gobierno marroquí y con Gibraltar.

### Zona económica exclusiva
Esta zona esta limitada por las 200 millas de distancia a la costa, lógicamente siempre que la distancia al litoral marroquí sea superior a las 400 millas.
En cuanto a los límites de la plataforma o talud continental, en el Atlántico éstos son mucho más extensos y prácticamente en todo momento sobrepasan los límites del mar territorial. Por el contrario, en el Mediterráneo, el mar territorial sobrepasa ampliamente al talud continental que se extiende sobre una estrecha franja a partir de la costa.

## Conflictos marítimos
Como quedó reflejado anteriormente, la cercanía a Marruecos y la existencia del territorio británico de Gibraltar en la bahía de Algeciras acarrea diversos problemas, algunos de ellos de difícil solución.

### Bahía de Algeciras

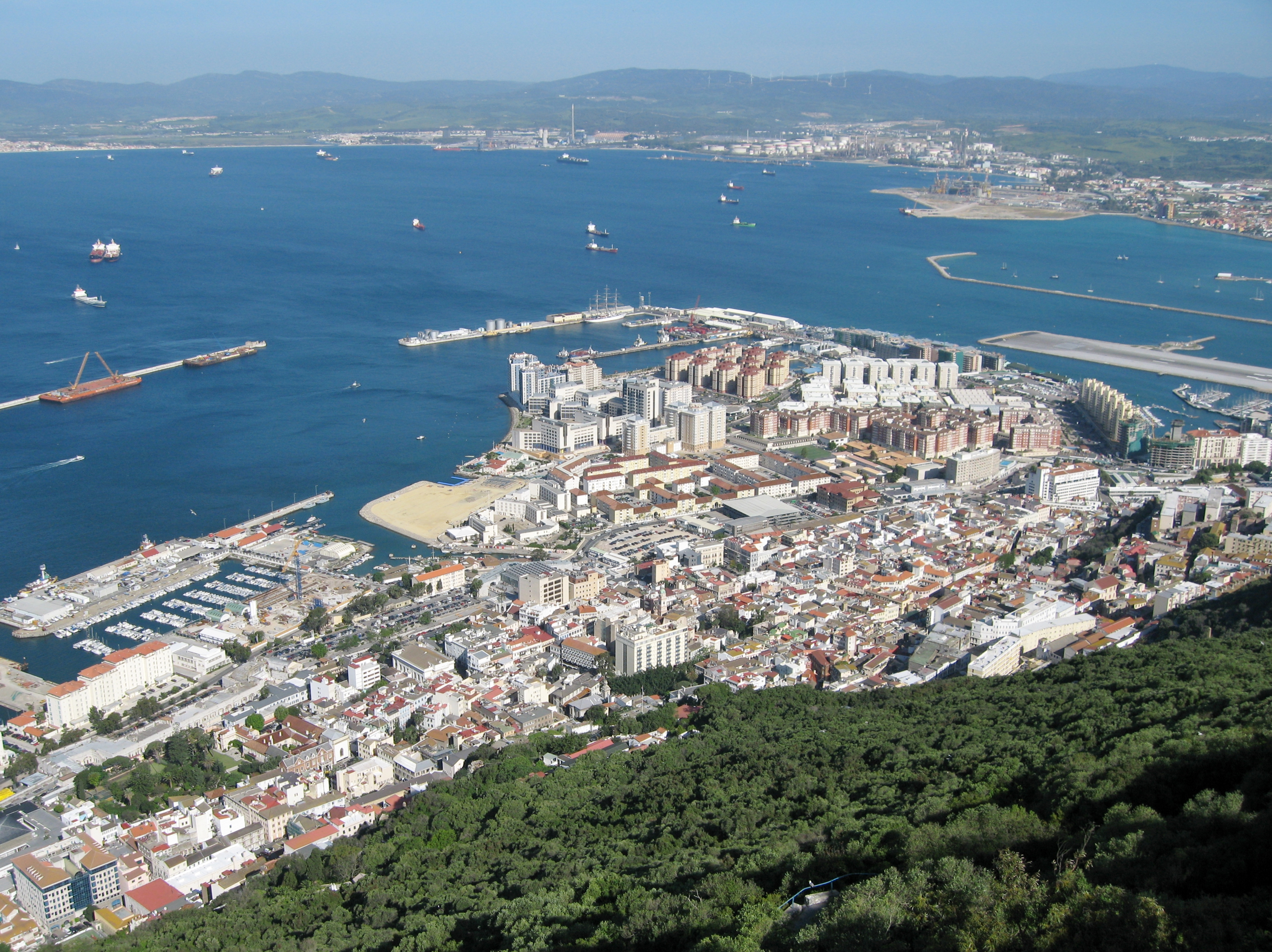
Bahía de Algeciras vista desde Gibraltar.

Los límites de las aguas interiores de Andalucía están en consonancia con la distinta interpretación del artículo 10 del Tratado de Utrecht. Gran Bretaña interpreta que la cesión de la plaza de Gibraltar incluye sus aguas interiores marítimas, mientras que España entiende lo contrario. Como resultado del litigio no se han trazado las correspondientes líneas de base recta, por lo que jurídicamente no se puede hablar de la existencia de aguas interiores para ninguno de los dos estados. En el caso en el que se delimitaran aguas territoriales para España, el acceso al puerto de Gibraltar debería ser concedido por el gobierno español, lo que parece ir en contradicción con el tratado de Utrecht y del Derecho Internacional Consuetudinario.

### Isla de Alborán
España ha marcado un mar territorial de 12 millas alrededor de esta isla –dado su interés ecológico y pesquero- situada a 47 millas de la costa española y a 29 de la marroquí.

### Plazas africanas
En su conjunto tienen tan solo una extensión de unos 33 km², divididos entre Ceuta, Melilla y la isla Perejil –de mayor tamaño- y las más reducidas del archipiélago de las Chafarinas, el Peñón de Vélez de la Gomera y el Peñón de Alhucemas.
Forman un cinturón estratégico de mar territorial sin llegar continuamente a las 12 millas, debido a su cercanía a la costa de Marruecos. El conflicto se fragua al crear el país alauita –de forma unilateral– unas aguas interiores, apoyadas en unas LBR situadas en territorio de soberanía española, que encierran estas plazas africanas. Esto no significa que España ejerza de facto su soberanía sobre su mar interior de 12 millas.

### Estrecho de Gibraltar
El Estrecho separa Europa de África y tiene una anchura que va desde las 7,45 millas hasta las 24. El problema radica en que no existe un acuerdo formal entre los dos estados y la colonia de Gibraltar. De esta forma, Marruecos no reconoce la soberanía de España sobre aguas de los territorios situados en la costa marroquí –Ceuta en este caso-; España no reconoce la soberanía británica sobre las aguas que rodean al peñón y Gran Bretaña defiende la soberanía compartida sobre el Estrecho y niega cualquier tipo de soberanía de España sobre las aguas que rodean el peñón.

### Desembocadura del Guadiana
Actualmente no existe un acuerdo entre España y Portugal sobre los límites de aguas territoriales en la desembocadura del Guadiana. A raíz del descubrimiento de unos yacimientos de gas en la plataforma continental en 1978, frente a la desembocadura del Guadiana, Portugal decidió de forma unilateral delimitar su zona económica exclusiva.

## Espacio aéreo
El Centro de Información de Vuelos de Sevilla controla el espacio ubicado entre los paralelos 39°0′ N y 35°50′ N y entre los meridianos 7°23′ O y 0°32′ O, lo que supone todo el sur peninsular, asegurando el espacio aéreo en una zona fundamental para las conexiones de Europa con el Norte de África y de obligado paso para Canarias y América.